# Freddie Swain
Freddie Swain (Ocala, 4 agosto 1998) è un giocatore di football americano statunitense che milita nel ruolo di wide receiver per i Miami Dolphins della National Football League (NFL).

## Carriera

### Seattle Seahawks
Swain al college giocò a football con i Florida Gators dal 2016 al 2019. Fu scelto nel corso del sesto giro (214º assoluto) del Draft NFL 2020 dai Seattle Seahawks. Debuttò come professionista nella gara del primo turno vinta contro gli Atlanta Falcons per 38-25 ricevendo un passaggio da 17 yard e recuperando un fumble forzato dal compagno Marquise Blair sulla finta di un punt. La settimana successiva segnò il primo touchdown in carriera su passaggio da 21 yard del quarterback Russell Wilson nella vittoria sui New England Patriots. La sua stagione da rookie si chiuse con 13 ricezioni per 159 yard e 2 marcature disputando tutte le 16 partite, di cui una come titolare.

### Miami Dolphins
Il 2 settembre 2022 Swain firmò con la squadra di allenamento dei Miami Dolphins.